# Srovnávací frézka

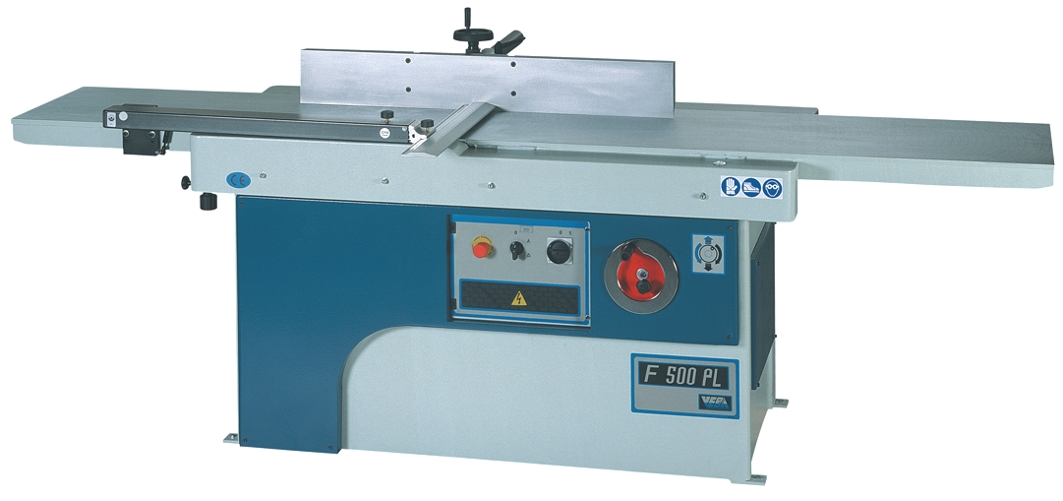
Typická profesionální srovnávací frézka

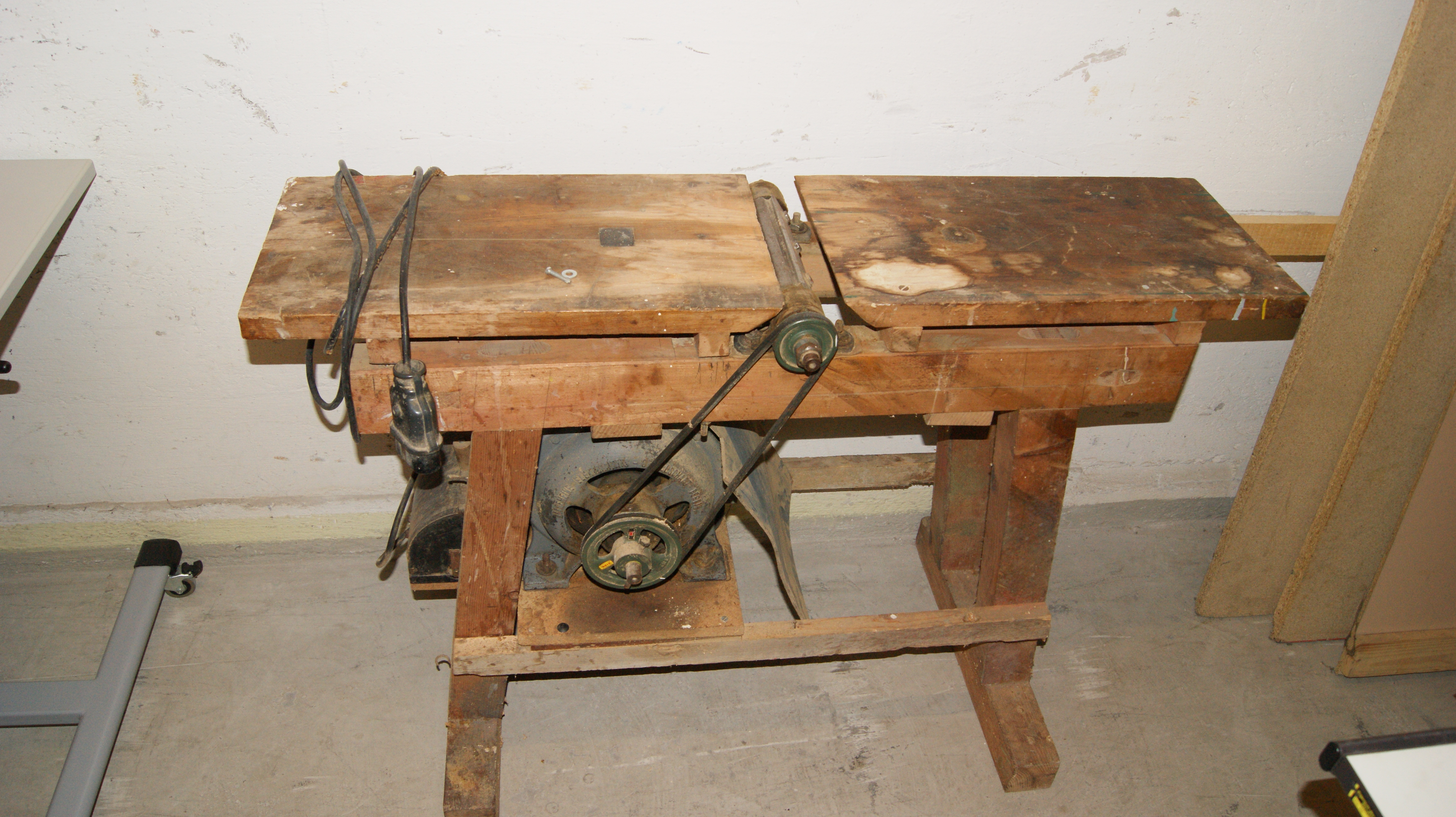
Historická srovnávací frézka domácí konstrukce

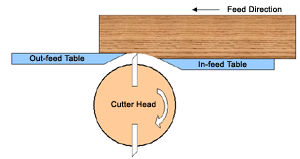
Diagram funkce stroje (popisky anglicky)

Srovnávací frézka (srovnávačka nebo hoblovka) je dřevoobráběcí stroj sloužící k frézování ploch dřeva, docílení jejich rovnosti a zajištění přesného úhlu (zpravidla pravého), který tyto plochy mají svírat. Skládá se ze dvou stolů, mezi nimiž je nožové vřeteno, a vodicího úhlového pravítka. Stroj spolu s tlouštkovací frézkou nahrazuje operaci ručního hoblování, práce na těchto strojích je tedy v praxi rovněž označována jako „hoblování“. Funkce srovnávací a tlouštkovací frézky může být kombinována v jednom stroji.

## Popis stroje, práce na stroji
Stroj má dva stoly označované jako přední a zadní, minimálně přední stůl je výškově stavitelný, zpravidla však oba. Rovina zadního stolu musí být pro zajištění správné funkce tangenciálně k řezné kružnici nožového vřetena, rozdíl výšek obou stolů určuje úběr materiálu. Roviny obou stolů musí být spolu rovnoběžné.
Pravítko je umístěno na okraji stolů odvráceném od pozice pracovníka, kolmo na osu nožového vřetena. Dá se zafixovat v jakékoli poloze nad nožovým vřetenem a zpravidla se dá nastavit úhel vzhledem ke stolům. Přiložením hoblovaného kusu k tomuto pravítku se zajistí přesný úhel.
Nožové vřeteno má u výkonných strojů čtyři nože, minimálně však dva. Průměr vřetena je kolem 150 mm, 5000–6000 RPM. Vřeteno se otáčí nesousledně – proti posunu materiálu (v truhlařině nesousledné obrábění drtivě převažuje nad sousledným). Elektromotor je umístěn většinou dole, převod do rychla pomocí klínových řemenů. Převodový poměr a tedy otáčky vřetene se nedá měnit.
Typické parametry:
- hoblovací šíře (délka nožového vřetene): 200–600 mm
- max. nastavitelný úběr třísky: 3–10 mm (u některých strojů i 20 mm)
- součtová délka hoblovacích stolů: 1500–3000 mm
- nožové vřeteno: průměr 100–160 mm, 2–4 nože, 5000–6000 RPM
- elektromotor: asynchronní 2-pólový, zpravidla třífázový (jednofázový pouze u hobby strojů), příkon 2–4 kW